# Amon (Formula 1)
Amon je nekdanje britansko moštvo Formule 1, ki ga je ustanovil dirkač Chris Amon in je v prvenstvu sodelovalo v sezoni 1974. Moštvo je nastopilo le na treh dirkah, od tega se je Chris Amon kvalificiral le na Veliko nagrado Španije, toda med dirko je odstopil.

## Popoln pregled rezultatov
(legenda) (odebeljene dirke pomenijo najboljši štartni položaj)
| Leto | Moštvo                    | Šasija     | Motor       | Dirkača    | 1   | 2   | 3   | 4   | 5   | 6   | 7   | 8   | 9   | 10 | 11  | 12  | 13  | 14  | 15  | Prv | Toč |
| ---- | ------------------------- | ---------- | ----------- | ---------- | --- | --- | --- | --- | --- | --- | --- | --- | --- | -- | --- | --- | --- | --- | --- | --- | --- |
| 1974 | Dalton-Amon International | Amon AF101 | Cosworth V8 |            | ARG | BRA | JAR | ŠPA | BEL | MON | ŠVE | NIZ | FRA | VB | NEM | AVT | ITA | KAN | ZDA | NC  | 0   |
| 1974 | Dalton-Amon International | Amon AF101 | Cosworth V8 | C. Amon    |     |     |     | Ret |     |     |     |     |     |    | DNQ |     | DNQ |     |     | NC  | 0   |
| 1974 | Dalton-Amon International | Amon AF101 | Cosworth V8 | L. Perkins |     |     |     |     |     |     |     |     |     |    | DNQ |     |     |     |     | NC  | 0   |